# Szabla od komendanta
Szabla od komendanta – polska komedia z 1995 roku.

## Obsada
- Bronisław Pawlik – Jakubek Szewczyk
- Franciszek Pieczka – Kotek
- Wiesław Gołas – Ignatko
- Witold Pyrkosz – Gniewisz
- Grażyna Błęcka-Kolska – Marianna
- Wojciech Malajkat – Janeczek, syn Jakubka
- Michał Pawlicki – Święty Piotr
- Bogusław Sochnacki – Pan Komendant
- Anna Majcher – Hanka
- Dariusz Siatkowski – Iwanek, narzeczony Hanki
- Andrzej Grabowski – Starszyna
- Mikołaj Grabowski – Diabeł
- Agnieszka Michalska – Aneczka „Brzózka”, ukochana Jakubka
- Lech Gwit – Marusik